# Вакатака
Держава Вакатаків (वाकाटक; приблизно 250 —500 роки) — держава в Індії зі столицею в Вацагулма, яка прийшла на зміну державі Сатаваханів. Займала землі від річки Тунгабхадра на півдні до Малави й Гуджарата на північному заході та земель на території сучасного штату Чхаттісґарх на північному сході, володіння доходили до Махараштри та узбережжя Конкан.

## Заснування
Про походження та перших Вакатаків немає чітких відомостей. Здебільшого вчені сходяться на думці, що перші земельні наділи далеки родичі Вакатаків отримали у південному Декані. Засновником династії вважається Віндх'яшакті, який тривалий час знаходився на службі у правителів Сатаваханів. Водночас зміг розширити власні володіння. Під час руйнації Сатаваханів зумів здобути незалежність у 250 році.
За нащадків Віндх'яшакти Вакатаки вели боротьбу з іншими династіями Пуріка, Нага за владу на землях сучасної Махараштри та Андхра-Прадеш. Після смерті Праварасени I родина Вакатаків розділилася на 4 гілки, найвпливовішими з яких були Праварапура-Нандівархана та Вацагулма. Перша правила в області Праварапурма, інша — у м. Вацагулма.
Гілка Праварапурма-Нандіварха найбільше посилилася за правителів Рудрасени I та його онука Рудрасени II. Їх вплив розповсюдився на значну частину сучасної Махараштри. Водночас вони забезпечили мирне існування з імперією Гуптів, визнавши владу останньої. Рудрасена II навіть одружився з Прабхаваті, донькою Чандрагупти II. Вплив Гуптів зберігався до кінця правління магараджи Праварасени II. Останнім представником гілки був Прітхвісхена II, після смерті якого у 480 році землі Праварапури-Нандівархани були з'єднані із землями гілки Вацагулми.
Землі гілки Вацагумі розташовувалися між областю Сах'ядрі та річкою Годаварі. Перші правителі менше займалися захопленням земель, значну увагу приділяли розвитку культури та мистецтва. Вели переважно оборонні війни проти південних сусідів. Найагресивнішим став Ґарісхена, який приєднав у 480 році після пересікання лінії Праварапури-Нандівархани західні землі Вакатаків, також підкорив Аванті, Кошалу, Калінгу (Орісса), Лату (центральний та південний Гуджарат). Проте спадкоємці цього магараджи не зуміли зберегти володінь: приблизно до 520 року вони були переможені Калачура-Магішматі в союзі з Кадамбою та Вішнукундіною.

## Культура
Ця династія відома зведенням низки чудових буддистських храмів. Найвеличніші та найзначущі розташовані в Аджанті, які увійшли до Світової спадщини ЮНЕСКО.
Крім того низка магарадж Вакатаків були покровителями поетів, письменників, скульпторів та художників. Відомим поетом свого часу був Сарвасена Вакатака (роки правління 330—350). Літературні твори складалися на пракриті.

## Володарі
- Віндх'яшакті (250—270)
- Праварасена I (270—330)

Гілка Праварапура-Нандівархана
- Рудрасена I (330—355)
- Прітхвісхена I (355—380)
- Рудрасена II (380—385)
- Дівакарасена (385—405)
- Дамодарасена (405—415)
- Праварасена II (415—450)
- Нарендрасена (450—475)
- Прітхвісхена II (475—495)

Гілка Вацагулма
- Сарвасена I (330—355)
- Віндх'яшакті II (355—400)
- Праварасена II (400—415)
- Сарвасена II (415—450)
- Девасена (450—475)
- Ґарісхена (475—500)
- ім'я невідомо (500—510 або 515)
- ім'я невідомо (510 або 515—520)